# Birchwood
Pour les articles homonymes, voir Birchwood (homonymie).
 (février 2025).
Si vous disposez d'ouvrages ou d'articles de référence ou si vous connaissez des sites web de qualité traitant du thème abordé ici, merci de compléter l'article en donnant les références utiles à sa vérifiabilité et en les liant à la section « Notes et références ».
Birchwood est une ville du comté de Cheshire, dans le nord-ouest de l'Angleterre.